# Behavioral Ecology
Behavioral Ecology — двомісячний оглядовий науковий журнал, що публікується Oxford University Press на паях з International Society for Behavioral Ecology. Журнал засновано у 1990 р.

## Коло інтересів
Behavioral Ecology публікує емпіричні і теоретичні статті з широкого кола проблем, пов'язаних з  поведінською екологією, охоплюються етологія, соціологія, еволюція і екологія поведінки. Журнал включає дослідження на рівні особин, популяцій і екосистем, що стосуються різних організмів, як от: безхребетних, хребетних і рослин.
Згідно висновків Journal Citation Reports, у 2011 р. Імпакт-фактор журналу становив 3.083, що відповідає 18-тому місцю серед 47 журналів в категорії «Behavioral Sciences», і 36-тому місцю серед 131 журналу в категорії «Ecology»,, а також 10-тому місцю серед 146 журналів в категорії «Zoology».

## Категорії статей
Журнал публікує такі типи статей:
- оригінальні статті
- огляди
- коментарі

## Ресурси Інтернету
- Офіційний сайт
- International Society for Behavioral Ecology
- Journal page at the International Society for Behavioral Ecology website